# Cratere Gold
Gold  è un cratere sulla superficie di Marte.